# Старков, Николай Андреевич
Николай Андреевич Старков — советский хозяйственный, государственный и политический деятель, Герой Социалистического Труда.

## Биография
Родился в 1916 году в деревне Нижнее Сеченово Томского уезда. Член КПСС.
С 1931 года — на хозяйственной, общественной и политической работе. В 1931—1974 гг. — работник сельхозартели в родном селе, работник завода «Технохим», работник Томской городской электростанции №1, красноармеец, участник Великой Отечественной войны, связист в 740-м стрелковом полку 217-й стрелковой дивизии 48-й армии на Брянском, Белорусском, 1-м. 2-м и 3-м Белорусских фронтах, ученик машиниста котлов, машинист котлов, старший машинист котлов высокого давления, слесарь по ремонту котлов в объединённом ремонтном цехе Томской ГРЭС №2 Министерства энергетики и электрификации СССР.
Указом Президиума Верховного Совета СССР от 20 апреля 1971 года присвоено звание Героя Социалистического Труда с вручением ордена Ленина и золотой медали «Серп и Молот».
Умер в Томске в 1974 году.